# Phoroncidia moyobamba
Phoroncidia moyobamba là một loài nhện trong họ Theridiidae.
Loài này thuộc chi Phoroncidia. Phoroncidia moyobamba được Herbert Walter Levi miêu tả năm 1964.